# Retro-soul
Genres associés
Neo soul
La retro-soul, parfois écrite retro soul, est un genre de musique populaire contemporaine et post-moderne ayant émergé après l'âge d'or de la musique soul, au début des années 2000. De manière parachronique, ce style essaie d'offrir de nouvelles sonorités dans la continuité de la tradition des musiques soul des États-Unis des années 1950 jusqu'aux années 1970. Elle diffère de la musique soul, du RnB contemporain, et de la néo-soul puisqu'elle est enregistrée et produite de manière intentionnelle dans le style retro. Elle consiste en un revival.

## Histoire
La retro soul débute à la fin des années 1990 à New York, avec les enregistrements vintage de Desco (maintenant Daptone Records). Les producteurs de hip-hop ont soif de matériel d'échantillonnage[Quoi ?] et le petit label présente des enregistrements sur vinyle imitant le style de la soul et de la musique des années 1960 et 1970. Ce genre musical est initialement une imposture. Il prend l'apparence d'enregistrements rares ou perdus, retrouvés d'une manière ou d'une autre : mais il s'agit en réalité d'enregistrements flambant neufs, d'un point de vue technique. Cette imitation va jusqu'à reprendre tous les codes graphiques des pochettes de disques des années 1960 et 1970 (typographie, photographie, graphisme). Progressivement, au cours de la décennie 2000-2010, elle passe d'une musique d'initiés à une diffusion sur les radios universitaires américaines, puis à une diffusion mondiale dans les grands médias. Certains de ces enregistrements sont utilisés comme samples dans des morceaux de hip-hop et de musique électronique.

## Succès
Le genre se popularise dans le deuxième album de l'artiste Amy Winehouse en 2006. L'album Back to Black, récompensé d'un Grammy Award, est produit dans un style soul « vintage » et fait appel à section rythmique et à la section cuivre de Sharon Jones and the Dap-Kings (en). Les disques sortis depuis 2003 par des artistes comme Sharon Jones, Mayer Hawthorne, Adrian Younge, Raphael Saadiq, Lee Fields, Shoshana Bean et Charles Bradley s'inscrivent dans ce courant musical,,. Certains groupes se situent à la frontière entre les genres rock sudiste, soul et blues, comme le duo de Akron The Black Keys (qui s'associe par ailleurs avec une partie des musiciens de Daptone pour former The Arcs) ou encore Alabama Shakes, formation originaire de Athens, Géorgie. En Californie, la retro-soul se frotte aux influences Chicano Soul, via la division californienne de Daptone, Penrose Records, avec des artistes comme Thee Sacred Souls.

## Caractéristiques
Le style musical est reconnaissable à la fois par les arrangements et l'instrumentation empruntés à la musique soul classique des années 1950 à 1970. Peu d'instruments électroniques sont utilisés. L'instrumentation comprend une batterie, une  basse électrique, des percussions, un piano électrique, une guitare électrique, un orgue Hammond, un piano, un saxophone, une trompette et un trombone. Quant aux techniques d'enregistrement, elles font appel à des consoles et des compresseurs analogiques pour restituer un son « retro ». La musique est à la fois instrumentale (par exemple The Sugarman Three de Neil Sugarman) et vocale. Le répertoire comprend des ballades, des mid-tempos et des uptempos. Les rythmes peuvent inclure des références à la Motown, au funk et à la ballade sentimentale.

## Labels
- Desco Records (Brooklyn, 1996-2000) : Fondé par Phillip Lehman et Bosco Mann, le label a été l'un des premiers foyers d'artistes new-yorkais. Lehman et Mann se sont séparés pour rechercher des sons différents en 2000.

- Daptone Records (Brooklyn, depuis 2004) : Bosco Mann fondera ensuite Daptone avec Neal Sugarman. Daptone est l'un des labels de revival soul les plus appréciés et est connu pour Sharon Jones &amp; the Dap-Kings et Charles Bradley.

- Truth and Soul Records (en) (Brooklyn, 2004-2016) : Après Desco, Lehman dirigera l'éphémère label Soul Fire (1999-2003) avant de céder le studio aux musiciens et producteurs de Soul Fire, Leon Michels et Jeff Silverman. Truth and Soul est surtout connu pour ses sorties Lee Fields and the Expressions et ses relations avec les artistes Daptone.

- Colemine Records (Ohio, depuis 2007) : Fondée par Terry Cole dans la région du Grand Cincinnati, Colemine a sorti des artistes de tout le pays, notamment The Dip, Durand Jones & The Indications et Black Pumas[8],[9].

- Stax Records (Memphis, depuis 2007) : Label soul Legacy relancé en 2007 au sein du groupe Concord Records. Parmi les artistes contemporains de premier plan figurent Ben Harper et Nathaniel Rateliff et les Night Sweats.

- Stones Throw Records (Los Angeles, depuis 1996) : Principal label hip hop, Stones Throw a défendu des artistes pop-soul rétro comme Aloe Blacc et Mayer Hawthorne.

- Now-Again Records (Los Angeles, depuis 2002) : Ancienne filiale de réédition funk et soul de Stones Throw, Now-Again est surtout connu pour ses compilations régionales et mondiales funk et psych rock. Le label abrite des groupes tels que The Whitefield Brothers, Heliocentrics et Breakestra.